# Conus pennaceus
Espèce
Statut de conservation UICN

 LC  : Préoccupation mineure
Conus pennaceus est une espèce de mollusques gastéropodes marins de la famille des Conidae.
Comme toutes les espèces du genre Conus, ces escargots sont prédateurs et venimeux. Ils sont capables de « piquer » les humains et doivent donc être manipulés avec précaution, voire pas du tout.

## Description
La taille d'une coquille adulte varie entre 35 mm et 88 mm. La couleur de la coquille varie du brun orangé au chocolat, couverte de minuscules taches blanches, et surmontée de plus grandes taches blanches triangulaires, formant parfois des bandes au niveau de l'épaule, du milieu et de la base. 

## Distribution
Cette espèce est présente dans l'océan Indien au large du Mozambique et du Kenya. L'espèce nominale se trouve le long des côtes de l'Afrique orientale tropicale. Les coquilles varient beaucoup en forme et en couleur. Ils ont souvent un fond aux teintes bleutées ou grisâtres et un motif orange à brun rouge. L'holotype de C. pennaceus est un coquillage trapu avec une forme extrêmement large épaule que l'on trouve rarement dans son aire de répartition. La forme elisae (Kiener, 1846) a un motif de tentes serrées axialement qui donne aux coquilles un aspect plus sombre.

### Niveau de risque d’extinction de l’espèce
Selon l'analyse de l'UICN réalisée en 2011 pour la définition du niveau de risque d'extinction, cette espèce est largement distribuée et est présente dans tout l'océan Indien, notamment sur la côte de l'Afrique de l'Est, dans le golfe d'Aden, au Sri Lanka et également à Hawaï. Il s'agit d'une espèce à large répartition, qui occupe une variété d'habitats différents et ne connaît pas de menaces majeures pour sa population. Bien que des menaces localisées puissent avoir un impact sur les populations des eaux peu profondes, l'espèce est globalement considérée comme étant de préoccupation mineure.

## Taxonomie

### Publication originale
L'espèce Conus pennaceus a été décrite pour la première fois en 1778 par le métallurgiste, minéralogiste, malacologiste et franc-maçon autrichien Ignaz von Born dans « Index rerum naturalium Musei Cæsarei Vindobonensis »,.

### Synonymes
- Conus (Darioconus) pennaceus Born, 1778 · appellation alternative
- Conus colubrinus Lamarck, 1810 · non accepté
- Conus elisae Kiener, 1846 · non accepté
- Conus pennaceus bazarutensis C. Fernandes & Monteiro, 1988 · non accepté
- Conus pennaceus ganensis Delsaerdt, 1988 · non accepté
- Conus quasimagnificus da Motta, 1982 · non accepté
- Conus rubropennatus da Motta, 1982 · non accepté
- Cucullus aureus Röding, 1798 · non accepté
- Cucullus gentilis Röding, 1798 · non accepté
- Cylindrus pennaceus (Born, 1778) · non accepté
- Darioconus bazarutensis (C. Fernandes & Monteiro, 1988) · non accepté
- Darioconus colubrinus (Lamarck, 1810) · non accepté
- Darioconus pennaceus (Born, 1778) · non accepté
- Darioconus pennaceus pennaceus (Born, 1778) · non accepté
- Darioconus quasimagnificus (da Motta, 1982) · non accepté
- Darioconus rubropennatus (da Motta, 1982) · non accepté

### Sous-espèces
- Conus pennaceus pennaceus Born, 1778
- Conus pennaceus bazarutensis C. Fernandes & Monteiro, 1988, accepté en tant que Conus pennaceus Born, 1778
- Conus pennaceus behelokensis Lauer, 1989, accepté en tant que Conus behelokensis Lauer, 1989
- Conus pennaceus corbieri Blöcher, 1994, accepté en tant que Conus corbieri Blöcher, 1994
- Conus pennaceus echo Lauer, 1989, accepté en tant que Conus echo Lauer, 1989
- Conus pennaceus echo Maccà, 1988, accepté en tant que Conus echo Lauer, 1989
- Conus pennaceus ganensis Delsaerdt, 1988, accepté en tant que Conus pennaceus Born, 1778
- Conus pennaceus pseudoecho (Bozzetti, 2013), accepté en tant que Conus vezoi Korn, Niederhöfer & Blöcher, 2000
- Conus pennaceus tsara Korn, Niederhöfer & Blöcher, 2000, accepté en tant que Conus praelatus Hwass, 1792
- Conus pennaceus vezoi Korn, Niederhöfer & Blöcher, 2000, accepté en tant que Conus vezoi Korn, Niederhöfer & Blöcher, 2000